# 韋爾斯 (紐約州漢密爾頓縣普查規定居民點)
韋爾斯（英語：Wells）是位於美國紐約州漢密爾頓縣的普查規定居民點。

## 人口
根據2020年美國人口普查的數據，韋爾斯的面積為21.61平方千米，當中陸地面積為20.00平方千米，而水域面積為1.61平方千米。當地共有人口531人，而人口密度為每平方千米24.57人。